# Helmut Lehmann (Radsportler)
Helmut Lehmann (* 1935 in Chemnitz) ist ein ehemaliger deutscher Radrennfahrer und nationaler Meister im Radsport.

## Sportliche Laufbahn
Lehmann war Spezialist für Kurzstreckenrennen auf der Bahn. Er wurde 1956 DDR-Meister im 1000-Meter-Zeitfahren. In dieser Disziplin wurde er 1957 Vize-Meister hinter Rolf Nitzsche aus Berlin, 1955 wurde er Dritter der Meisterschaft, als Heinz Drescher den Titel gewann. 1955 konnte er bei der DDR-Meisterschaft im Sprint den 2. Platz hinter Jürgen Simon belegen. 1959 gewann er die Silbermedaille im Tandemrennen mit Jürgen Simon. Er startete für den SC Wismut Karl-Marx-Stadt.